# Stereopathetic Soulmanure
Stereopathetic Soulmanure è il secondo album discografico del cantautore statunitense Beck, pubblicato nel 1994 dalla Flipside.
Il disco è stato pubblicato una settimana prima di Mellow Gold (Geffen Records).

## Tracce
1. Pink Noise (Rock Me Amadeus) – 2:57
2. Rowboat – 3:45
3. Thunder Peel – 1:48
4. Waitin' for a Train (Jimmie Rodgers) – 1:08
5. The Spirit Moves Me – 2:10
6. Crystal Clear (Beer) – 2:29
7. No Money No Honey – 2:13
8. '8.6.82' – 0:37
9. Total Soul Future (Eat It) – 1:48
10. One Foot in the Grave – 2:14
11. Aphid Manure Heist – 1:29
12. Today Has Been a Fucked Up Day – 2:34
13. Rollins Power Sauce – 1:54
14. Puttin It Down – 2:23
15. '11.6.45' – 0:30
16. Cut 1/2 Blues – 2:37
17. Jagermeister Pie – 1:07
18. Ozzy – 2:05
19. Dead Wild Cat – 0:25
20. Satan Gave Me a Taco – 3:46
21. '8.4.82' – 0:26
22. Tasergun – 3:51
23. Modesto – 3:27
24. Ken (ghost track) – 0:12
25. Bonus Noise (ghost track) – 16:40

## Crediti
- Beck - compositore, chitarra, voce
- Bobby Hecksher - chitarra
- Leo LeBlanc - pedal steel
- Jimmie Rodgers - compositore
- Ken - voce
- Rachel - batteria
- Rusty Cusak, Tom Grimley - ingegneria
- Gibran Evans - design